# Musei del Lazio
Questa lista è suscettibile di variazioni e potrebbe essere incompleta o non aggiornata.

Elenco in ordine alfabetico per province dei musei del Lazio:
(per i musei situati in altre regioni vedi: Musei italiani)
Inserire nuovi musei sotto le relative province.

## Provincia di Frosinone

### Frosinone
- Museo archeologico

### Alatri
- Raccolta della Chiesa di Santa Maria Maggiore
- Museo civico di Alatri

### Anagni
- Museo bonifaciano del Lazio Meridionale
- Museo del tesoro della cattedrale

### Arpino
- Museo della Fondazione Umberto Mastroianni
- Museo degli strumenti musicali

### Cassino
- Museo archeologico nazionale G. Carettoni di Cassino
- Museo storico artistico di Cassino
- Museo multimediale historiale di Cassino

### Veroli
- Museo archeologico
- Museo delle erbe
- Museo del tesoro del duomo

### Altri
- Museo della città e del territorio, Aquino
- Museo archeologico, Atina
- Museo civico "Padre Michele Jacobelli", Casalvieri
- Museo civico archeologico di Castro dei Volsci, Castro dei Volsci
- Raccolta archeologica di Ceccano, Ceccano
- Museo civico archeologico di Fregellae, Ceprano
- Museo della certosa di Trisulti, Collepardo
- Museo demoantropologico, Pastena
- Museo preistorico, Pofi
- Museo dell'Energia, Ripi
- Museo civico Media Valle del Liri, Sora

## Provincia di Rieti

### Rieti
- Museo civico di Rieti
- Museo diocesano di Rieti

### Altri
- Museo civico di Borgo Velino, Borgo Velino
- Museo dell'abbazia di Farfa, Fara in Sabina
- Museo del silenzio del monastero Clarisse Eremite, Fara in Sabina
- Museo dei presepi, Greccio
- Museo MACS, Greccio
- Museo Archeologico di Magliano Sabina, Magliano Sabina
- Museo civico delle arti e tradizioni popolari, Micigliano
- Museo civico archeologico Monteleone Sabino, Monteleone Sabino
- Museo interdinamico "Priolo", Montopoli di Sabina
- Modern Automata Museum, Montopoli di Sabina
- Museo del monastero della Beata Filippa Mareri, Petrella Salto

## Città metropolitana di Roma Capitale

### Roma
- Museo Casina delle Civette
- Casino Nobile (Museo della Villa - Museo della scuola romana)
- Museo nazionale d'arte orientale Giuseppe Tucci
- Museo nazionale etrusco di Villa Giulia
- Galleria Borghese
- Museo Carlo Bilotti
- Museo criminologico
- Galleria Doria Pamphilj
- Galleria nazionale d'arte antica di Palazzo Barberini
- Galleria Spada (Galleria nazionale d'arte antica)
- Galleria nazionale d'arte moderna e contemporanea
- Musei Capitolini
- Museo nazionale romano
- Musei Vaticani
- Museo di Roma
- Museo di Roma in Trastevere
- Museo nazionale del Palazzo di Venezia
- Museo napoleonico
- MACRO - Museo di arte contemporanea
- Museo di Castel Sant'Angelo
- Museo di fisica e scienze naturali del Mamiani
- Museo Hendrik Christian Andersen
- Museo storico dei bersaglieri
- Museo del Risorgimento
- Scuderie del Quirinale
- Museo della civiltà romana
- Museo nazionale preistorico etnografico Luigi Pigorini
- Museo delle carrozze d'epoca
- Museo Pietro Canonica
- Casa di Goethe
- Museo delle poste e telecomunicazioni
- Museo G. de Chirico
- Keats-Shelley Memorial House
- MAXXI - Museo nazionale delle arti del XXI secolo
- Museo nazionale delle arti e tradizioni popolari
- Museo africano. Collezioni ex-IsMEO
- Museo dell'Istituto centrale di patologia del libro Alfonso Gallo
- Museo Boncompagni Ludovisi per le arti decorative
- Museo degli strumenti musicali dell'Accademia nazionale di Santa Cecilia (MUSA)
- Museo ebraico
- Museo nazionale degli strumenti musicali

### Albano Laziale
- Museo civico
- Museo della II Legione Partica

### Anticoli Corrado
- Museo comunale d'arte moderna

### Anzio
- Museo civico archeologico

### Arcinazzo Romano
- Antiquarium comunale della villa di Traiano

### Ardea
- Museo Giacomo Manzù

### Artena
- Museo Civico Archeologico "Roger Lambrechts"
- Museo del rugby

### Bracciano
- Museo storico dell'aeronautica di Vigna di Valle
- Museo storico-artistico Castello Odescalchi

### Campagnano di Roma
- Museo civico archeologico

### Cerveteri
- Museo nazionale cerite

### Civitavecchia
- Museo archeologico nazionale di Civitavecchia
- Museo del rugby

### Colleferro
- Museo archeologico del territorio toleriense
- Collezione Cremona
- Mostra di archeologia industriale BPD - Fiat Avio

### Fiano Romano
- Studio-museo raccolta Ettore de Conciliis

### Fiumicino
- Museo delle navi romane

### Fonte Nuova
- Museo d'arte contemporanea (chiuso nel 2013)

### Formello
- Museo dell'Agro Veientano

### Frascati
- Museo Tuscolano

### Guidonia Montecelio
- Museo della Via Cornicolana
- Antiquarium comunale

### Lanuvio
- Museo Civico Lanuvino

### Licenza
- Museo civico oraziano

### Marino
- Museo civico Umberto Mastroianni
- Museo della arti e tradizioni popolari
- Museo delle memorie di guerra

### Mentana
- Museo della liberazione e della battaglia di Mentana
- Museo delle scienze di Mentana
- Museo delle maschere teatrali e del teatro dei burattini

### Monterotondo
- Museo archeologico territoriale di Monterotondo

### Nettuno
- Antiquarium comunale

### Palombara Sabina
- Museo archeologico territoriale della Sabina

### Pomezia
- Museo civico archeologico Lavinium

### Rocca di Papa
- Museo di geofisica di Rocca di Papa

### Roviano
- Museo della civiltà contadina dell'alta valle dell'Aniene

### Segni
- Museo archeologico comunale

### Velletri
- Museo civico archeologico Oreste Nardini
- Museo diocesano

### Vivaro Romano
- Museo Demo Etnoantropologico e Storico-Archeologico Castrum Vivarii

## Provincia di Viterbo

### Viterbo
- Museo nazionale etrusco Rocca Albornoz
- Museo civico di Viterbo
- Museo del Colle del Duomo
- Museo degli ex voto
- Museo delle macchine di santa Rosa
- Museo della ceramica medievale e rinascimentale
- Museo del sodalizio dei facchini di santa Rosa

### Bolsena
- Museo territoriale del lago di Bolsena
- Museo santuario eucaristico
- Museo di sculture iperspaziali

### Altri
- Museo del fiore, Acquapendente

- Museo civico Gustavo VI Adolfo di Svezia, Blera
- Opera Bosco Museo di Arte nella Natura, Calcata
- Museo delle Tradizioni Popolari di Canepina, Canepina
- Museo Nazionale archeologico Vulci, Canino
- Museo della navigazione nelle acque interne, Capodimonte
- Museo Multimediale "La Tuscia Farnese", Caprarola
- Museo degli arredi sacri, Castel Sant'Elia
- Museo del brigantaggio, Cellere
- Museo nazionale dell'Agro Falisco, Civita Castellana
- Museo d'arte sacra di Gradoli, Gradoli
- Museo del costume farnesiano, Gradoli
- Museo Civita, Grotte di Castro
- Museo della Basilica di Grotte di Castro, Grotte di Castro
- Museo civico di Ischia di Castro, Ischia di Castro
- Museo della terra, Latera
- Museo civico archeologico Monte Romano, Monte Romano
- Museo civico archeologico di Nepi, Nepi
- Museo di Palazzo Altieri, Oriolo Romano
- Museo Diocesano d'arte sacra di Orte, Orte
- Mostra mineraria permanente, Sutri
- Raccolta del duomo di Sutri, Sutri
- Museo archeologico nazionale di Tarquinia, Tarquinia
- Museo archeologico nazionale Tuscanese, Tuscania
- Museo della Preistoria e della Rocca Farnese, Valentano
- Museo della città e del territorio, Vetralla

## Provincia di Latina

### Latina
- Museo civico antiquarium di Latina
- Museo della bonifica di Latina
- Galleria civica d'arte moderna e contemporanea di Latina

### Altri
- Museo delle Scritture Aldo Manuzio, Bassiano
- Museo della Città e del Territorio di Cori, Cori
- Museo archeologico nazionale di Formia, Formia
- Museo civico di Fondi, Fondi
- Museo diocesano di Gaeta, Gaeta
- Museo di palazzo De Vio, Gaeta

- Antiquarium di Minturno, Minturno

- Museo civico archeologico di Norma, Norma
- Museo del cioccolato "Antica Norba", Norma

- Museo della malaria, Pontinia
- Museo archeologico, Priverno
- Museo medievale di Fossanova, Priverno
- Etnomuseo dei Monti Lepini, Roccagorga
- Museo del mare e della costa, Sabaudia
- Museo Emilio Greco (Sabaudia), Sabaudia
- Mostra Homo sapiens e habitat, San Felice Circeo
- Museo della ceramica (Sermoneta), Sermoneta
- Antiquarium comunale di Sezze, Sezze
- Museo Etnografico del Giocattolo, Sezze
- Museo delle terre di confine, Sonnino
- Museo villa di Tiberio, Sperlonga
- Museo civico di Terracina, Terracina
- Museo archeologico di Ventotene, Ventotene

## Sistemi e reti regionali
- MUSART il sistema museale tematico storico-artistico della Regione Lazio[1]